# Ayalew Gobeze
 (janvier 2023).
République fédérale démocratique d'Éthiopie
Ayalew Gobeze (ge'ez : አያሌው ጐበዜ) est un des 112 membres de la Chambre de la fédération éthiopienne. Il est un des 17 conseillers de l'État Amhara et représente le peuple Amhara.
Il a été chef de l'État Amhara.